# Romance of the Victorian Age
Romance of the Victorian Age is een studioalbum van vader Rick Wakeman en zoon Adam Wakeman. De twee toetsenisten maakten een conceptalbum op basis van een aantal schilderijen uit het victoriaanse tijdperk, een soort Schilderijententoonstelling uit de 20e eeuw. Modeste Moussorgsky maakte daarvan realistische muziek, de muziek van de Wakemannen is romantisch en neigt af en toe naar New agemuziek. Het album is opgenomen in Bajonor Studios te Man. 

## Musici
- Rick Wakeman – piano, toetsinstrumenten
- Adam Wakeman – idem en akoestische gitaar
- Stuart Sawney – elektronische percussie (spaars op dit album); akoestische gitaar (1)

## Tracklist
| Nr. | Titel                                                           | Duur |
| --- | --------------------------------------------------------------- | ---- |
| 1.  | Burlington Arcade (gebaseerd op Fun of Cards, lithografie 1891) | 2:48 |
| 2.  | If Only (Dante Gabriel Rossettis The Blessed Damsel)            | 4:20 |
| 3.  | The Last Teardrop (Francis Danbys Disappointed Love)            | 3:25 |
| 4.  | Still Dreaming (Rossetti’s The Daydream)                        | 4:11 |
| 5.  | Memories of the Victorian Age (Jospeh Nash’s Medieval Court)    | 3:33 |
| 6.  | Lost in Words (William Mulreadys The Sonnet)                    | 6:06 |
| 7.  | A Tale of Love (Haynes Kings Jealousy and Flirtation)           | 7:55 |
| 8.  | Mysteries Unfold (tegeltableau Sleep Beauty)                    | 3:03 |
| 9.  | Forever in My Heart (Walter Cranes valentijnskaart)             | 6:01 |
| 10. | Days of Wonder (Emmerson’s The Lovers’ Seat)                    | 6:54 |
| 11. | The Swans (Walter Cranes Frieze of Swans)                       | 4:43 |
| 12. | Another Mellow Day (Selwyn Image; uit glastableau Brownies)     | 5:29 |
| 13. | Naamloos (Arthur Rackhams A Midsummer Night’s Dream)            | 3:21 |